# La rueda de la fortuna (Costa Rica)
La rueda de la fortuna es un programa costarricense producido por Sinart, Canal 13, en coordinación con la Junta de Protección Social. Es transmitido todos los sábados a partir de las 5:00 p. m. con cambios de horarios para las personas que sintonizan la señal internacional del Sinart. El programa es realizado por la Junta de Protección Social en el cual participan personas que activan sus cartones de lotería instantánea "Raspaditas". En el programa también se realizan sorteos de otros tipos de lotería de la JPS.

## Historia
El programa ha estado en la televisión costarricense por más de 20 años. El programa inició en Canal 2, y como sala estudio se utilizó el antiguo cine Lux, frente a Plaza González Víquez. Luego pasó al antiguo Cine Reina en Guadalupe.Durante aproximadamente 18 años el programa estuvo producido por Canal 2 y luego Sinart, Canal 13. Durante toda su historia ha pasado por tres edicíones.

## Primera edición
Se produjo por Canal 2, luego sería Canal 13, durante 16 años, bajo la conducción del presentador Manuel Fresno. Los participantes activaban su lotería instantánea se realizaba un sorteo y los afortunados tenían la posibilidad de asistir al programa. Este mismo era realizado en un auditorio con público presente y era realizado en directo. Los participantes giraban la rueda y obtenían un determinado premio. Dentro de las casillas de la ruleta, se encontraba una que incluía un premio acumulado, y otras que estaban marcadas con un asterisco. Las personas que obtuvieran el premio marcado con un asterisco tenían la posibilidad de participar en juegos extra y ganar más dinero, dentro de estos se encontraban una ruleta con colores negro y rojo, preguntas de falso y verdadero y un juego de mayor o menor con cartas de naipes.
En otra sección del programa se buscaba al azar en un directorio telefónico el número de una persona, se llamaba a esa persona, se le realizaba una pregunta y si la acertaba se llevaba un premio extra.
También el programa contaban con grupos musicales nacionales. En el 2007 en programa fue retirado del aire por su baja audiencia los productores de Canal 13 pensaban en relanzar una nueva y mejorada versión del programa.

## Segunda edición
En agosto de 2008 Sinart Canal 13, relanza el programa bajo la producción de EPG World, empresa internacional dedicada al entretenimiento audiovisual, y ha realizado trabajos para televisiones españolas, mexicanas, turcas, colombianas, rusas, sudafricanas y argentinas, siempre bajo la coordinación y propiedad de la Junta de Protección Social de San José.
Es vez el programa era presentado por la popular animadora Mauren Salguero quien contaba con el apoyo del actor Eloy Mora, quien personificaba a Gastón Fortuna, un hombre con sed de protagonismo pero algo torpe además contaba con un escenario más fresco y moderno. El espacio seguía transmitiéndose los sábados a las 5 de la tarde desde el Teatro Castella, en Sabana norte.
El formato del programa también cambió, los participantes eran solamente 4 y participaban en 4 concursos el primero era La rueda de la fortuna que a su vez obtuvo algunas modificaciones pues el premio ya no era marcado con una pestaña sino con una bolita. Esta El segundo era “Parejas ganadoras”, y los cuatro concursantes tenía que formar parejas de frutas de un tablero. 
El tercer concurso se llamaba “Gallo tapado”, y los aspirantes tenían que reordenar cinco números para formar una cantidad de dinero.
El cuarto se denominaba “Pulse y gane”, en el que los participantes tienen tres rondas para echarse a la bolsa una buena cantidad de plata.
El programa no marchó nada bien, muchos crticaban el programa como aburrido, sus presentadores no brindaban nada de emoción y aunque fuera un poco vieja prefirian la edición anterior.
Ya para inicios del 2009 el programa no contaba con altos niveles de audiencia por lo cual se decidió cancelarlo.

## Actual edición
En noviembre del 2009, la Junta de Protección Social decide relanzar el programa pero ahora con la producción de la emisora de televisión más grande, con más experiencia y audiencia de Costa Rica, Teletica, Canal 7.
El productor del programa es Vivian Peraza, productora también del programa Ojo con la Pared. 
El programa es conducido por Mauricio Hoffman y Shirley Álvarez. La técnica del programa es que invitan a siete concursantes, elegidos por rifa, a girar la rueda con cantidades desde los 100.000 Colones hasta el 1.500.000 y un Gran Premio. Hay veces en que la gente puede participar desde casa pero debe de tener una "raspadita" de la JPS sin haber sido activada previamente.
El programa es presentado en 16:9 HD y SD.
A partir de principios de junio del 2011, el programa cambia de horario y pasa de durar media hora a una hora, además se incluyeron nuevos juegos aparte de la tradicional rueda.
El 16 de mayo del 2015 se emitió él programa por última vez en Teletica canal 7 siempre bajo la conducción de Mauricio Hoffman y Shirley Alvarez, la razón se debe a que se le vencía él contrato a la Televisora.
El 23 de mayo del 2015 el programa volvió después de 6 años desde el 2009 a Sinart Canal 13, esta vez desde el Auditorio de la Junta de Protección Social en San José, con la conducción de Arie García y Fedra Rodríguez, Katherine Benavides, luego se incorporaron Diana Vásquez y por último Ximena Arroyo, durante 5 años estuvo bajo la producción del productor Erick Madrigal Méndez, se emitía los sábados a las 5 de la tarde con una duración de 1 hora. 
Su contrato con el Sinart finalizó en julio del 2020.
En septiembre de 2020, el programa volvió a Teletica, esta vez presentado por Nancy Dobles y Arie García. En esta ocasión, está siendo transmitido desde el sábado 12 de septiembre a las 6:30p.m (Todos los sábados), con una duración de media hora al aire.
El 1 de agosto de 2023 anunciaron que el programa va a pasar otra ver a Sinart gracias a la subida de las ganancias en un 49%. Esto por orden del presidente Chaves se dio la orden a la JPS realizar un estudio de mercado para saber cuánto cobrarían televisoras privadas por producir y transmitir el programa de La Rueda de la Fortuna, a fin de que luego el Sinart ofreciera un mejor precio.